# Olympische Winterspiele 1984/Teilnehmer (China)
| Gelbes Symbol für Goldmedaillen mit stilisierten Olympischen Ringen | Graues Symbol für Silbermedaillen mit stilisierten Olympischen Ringen | Braundes Symbol für Bronzemedaillen mit stilisierten Olympischen Ringen |
| ------------------------------------------------------------------- | --------------------------------------------------------------------- | ----------------------------------------------------------------------- |
| —                                                                   | —                                                                     | —                                                                       |

Die Volksrepublik China nahm an den Olympischen Winterspielen 1984 in Sarajevo mit einer Delegation von 37 Athleten (21 Herren, 16 Damen) teil. Der Eisschnellläufer Zhao Shijian wurde als Fahnenträger für die Eröffnungsfeier ausgewählt.

## Teilnehmer nach Sportarten

### Biathlon
Herren:
- Sun Xiaoping
20 km: 52. Platz
4 × 7,5 km: 16. Platz
- Song Yongjun
10 km: 45. Platz
4 × 7,5 km: 16. Platz
- Song Wenbin
10 km: 53. Platz
- Long Yunzhou
20 km: DNF
4 × 7,5 km: 16. Platz
- Liu Hongwang
10 km: 46. Platz
20 km: 54. Platz
4 × 7,5 km: 16. Platz

### Eiskunstlauf
| Damen: - Bao Zhenghua 22. Platz | Herren: - Xu Zhaoxiao 18. Platz | Paarlauf: - Luan Bo / Yao Bin 15. Platz | Eistanz: - Xi Hongyan / Zhao Xiaolei 19. Platz |

### Eisschnelllauf
| Damen: - Wang Xiuli 1500 m: 24. Platz 3000 m: 22. Platz - Wang Guifang 1500 m: 23. Platz 3000 m: 21. Platz - Shen Guoqin 500 m: 26. Platz 1000 m: 26. Platz - Miao Min 500 m: 28. Platz 1000 m: 28. Platz - Kong Meiyu 1500 m: 29. Platz 3000 m: 23. Platz - Cao Guifeng 500 m: 25. Platz 1000 m: 32. Platz | Herren: - Wang Nianchun 500 m: 35. Platz - Wang Feifan 1000 m: 40. Platz - Li Wei 1500 m: 38. Platz 5000 m: 40. Platz - Gai Zhiwu 500 m: 38. Platz 1000 m: 39. Platz - Chen Jianqiang 500 m: 29. Platz 1000 m: 37. Platz |

### Ski Alpin
| Damen: - Wang Guizhen Riesenslalom: DSQ Slalom: 20. Platz - Jin Xuefei Riesenslalom: 42. Platz Slalom: 19. Platz | Herren: - Wu Deqiang Riesenslalom: 59. Platz Slalom: 29. Platz - Liu Changcheng Riesenslalom: 56. Platz Slalom: 33. Platz - Li Guangquan Riesenslalom: 54. Platz Slalom: 30. Platz |

### Ski Nordisch

#### Langlauf
| Damen: - Zhang Changyun 10 km: 51. Platz - Tang Yuqin 5 km: 49. Platz 4 × 5 km: 12. Platz - Song Shiji 5 km: 52. Platz 10 km: 52. Platz 4 × 5 km: 12. Platz - Dou Aixia 5 km: 48. Platz 10 km: 50. Platz 4 × 5 km: 12. Platz - Chen Yufeng 5 km: 51. Platz 10 km: 49. Platz 4 × 5 km: 12. Platz | Herren: - Zhu Dianfa 15 km: 69. Platz 4 × 10 km: 15. Platz - Song Shi 15 km: 66. Platz 30 km: 62. Platz 4 × 10 km: 15. Platz - Lin Guanghao 15 km: 68. Platz 4 × 10 km: 15. Platz - Li Xiaoming 15 km: 67. Platz 30 km: 64. Platz 4 × 10 km: 15. Platz |